# 三重県道・滋賀県道51号東湯舟甲賀線

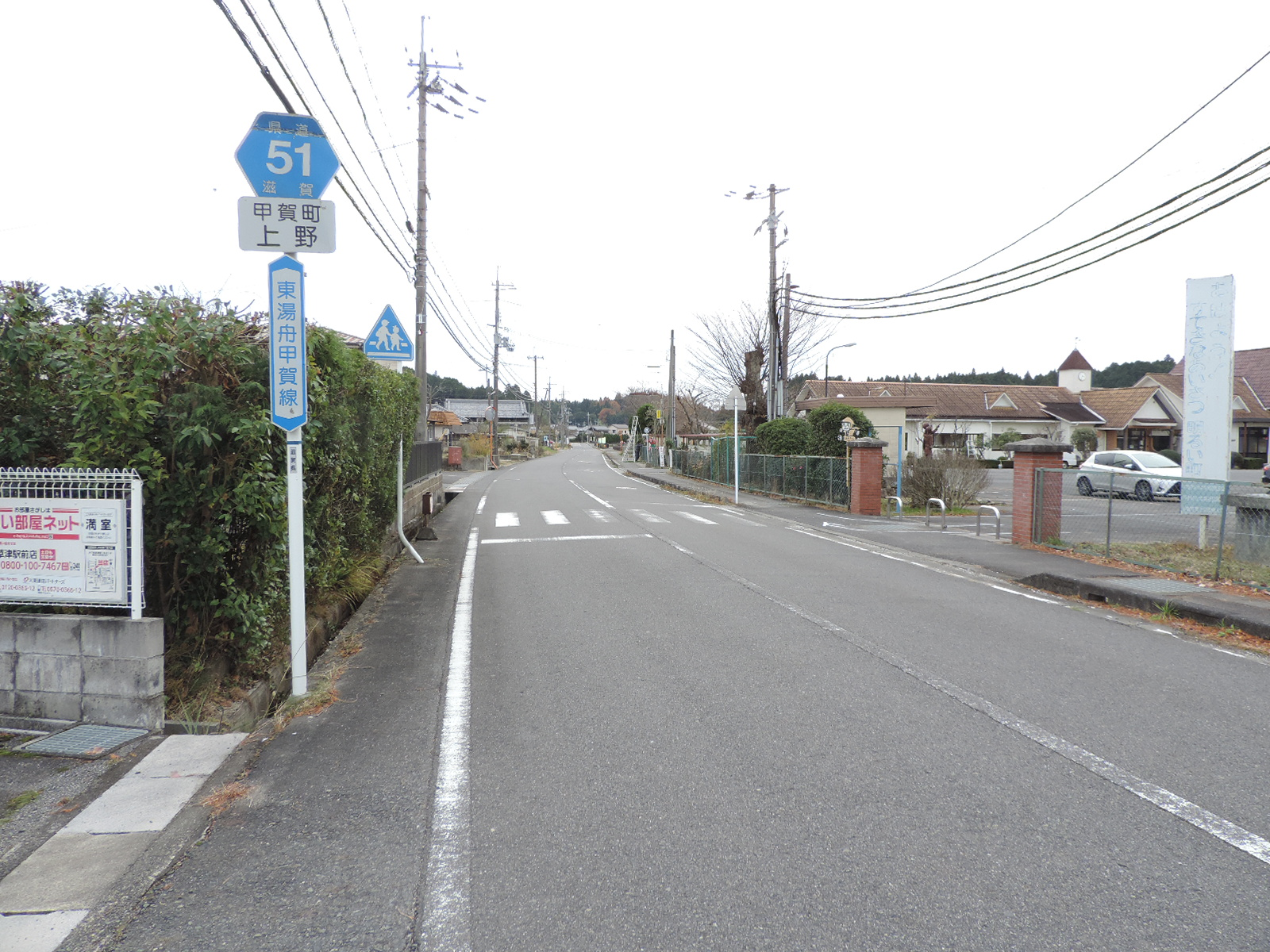
滋賀県甲賀市甲賀町上野にて

三重県道・滋賀県道51号東湯舟甲賀線（みえけんどう・しがけんどう51ごう ひがしゆぶねこうかせん）は、三重県伊賀市東湯舟を起点に滋賀県甲賀市甲賀町田堵野の田堵野西交点に至る5.5 kmの県道（主要地方道）である。

## 概要
三重県側に掛かる距離は、1.5 kmに過ぎない。

### 路線データ
- 起点：三重県伊賀市東湯舟（三重県道50号伊賀信楽線交点）
- 終点：滋賀県甲賀市甲賀町（滋賀県道4号草津伊賀線交点）

## 歴史
- 1973年（昭和48年）4月1日 - 三重県と滋賀県が一般県道東湯舟甲賀線を認定。整理番号は、三重県が「764」、滋賀県が「521」。
- 1993年（平成5年）5月11日 - 建設省（現・国土交通省）から、一般県道東湯舟甲賀線が東湯舟甲賀線として主要地方道に指定される[1]。
- 1994年（平成6年）4月1日 - 三重県が整理番号を「764」から「51」へ、滋賀県が整理番号を「521」から「51」へ改番。

## 路線状況

### 重複区間
- 滋賀県道135号上馬杉上野線（甲賀市甲賀町上野 地内）

## 地理

### 通過する自治体
- 三重県伊賀市
- 滋賀県甲賀市

### 交差する道路
- 三重県道50号伊賀信楽線（起点）
- 滋賀県道135号上馬杉上野線（甲賀市甲賀町上野）
- 滋賀県道4号草津伊賀線（甲賀市甲賀町田堵野、終点）

### 沿線にある施設など
- 富士スタジアムゴルフ倶楽部
- シオノギ研究農場
- 西日本旅客鉄道（JR西日本）草津線 油日駅
- 甲賀市立油日小学校
- 日新薬品工業 甲賀工場研究所